# العلاقات العراقية اليوغوسلافية
العلاقات العراقية اليوغوسلافية كانت علاقات خارجية تاريخية بين العراق ويوغوسلافيا السابقة، أقام العراق علاقات دبلوماسية مع جمهورية يوغوسلافيا الاتحادية الاشتراكية عام 1958. وزار جوزيف بروز تيتو العراق في أغسطس1967، ومرة أخرى في فبراير 1979.
أصبحت يوغوسلافيا مصدرًا رئيسيًا للأسلحة إلى العراق في عهد صدام حسين وقدمت الأسلحة للعراق خلال الحرب العراقية الإيرانية. نظرت السياسة الخارجية اليوغوسلافية، مع دورها البارز في حركة عدم الانحياز، إلى الحرب الإيرانية العراقية على أنها قضية حساسة للغاية بسبب تضارب المصالح والقيم الوطنية والمتعددة الأطراف، في أثناء الحرب العراقية - الإيرانية كان العراق أكبر شريك تجاري يوغوسلافي في العالم الثالث. كما أرسلت يوغوسلافيا مهندسين إلى العراق خلال الثمانينيات لبناء العديد من المخابئ للنظام العراقي والتي كانت ستستخدم خلال حرب الخليج.

## العلاقات الثنائية
- 2 أكتوبر 1958: اتفاقية التجارة والتعاون بين جمهورية يوغوسلافيا الاتحادية الاشتراكية والعراق. دخلت حيز التنفيذ: 19 فبراير 1959
- 14 يونيو 1974: اتفاقية التعاون الاقتصادي والفني بين جمهورية يوغوسلافيا الاتحادية الاشتراكية وجمهورية العراق، دخلت حيز التنفيذ: 18 يونيو 1975.[5]
- 28 فبراير 1980: الاتفاقية القنصلية بين جمهورية يوغوسلافيا الاتحادية الاشتراكية وجمهورية العراق، دخلت حيز التنفيذ: 10 أبريل 1981.[6]

## التعاون الاقتصادي
طورت يوغوسلافيا تعاونًا اقتصاديًا هامًا مع دول البحر الأبيض المتوسط ودول عدم الانحياز العربية الأخرى بما في ذلك العراق. وبلغ حجم التبادل التجاري بين البلدين في ذروته 4 مليارات دولار أمريكي. قامت الشركات اليوغوسلافية ببناء ميناء أم قصر، وهو الميناء العراقي الوحيد للمياه العميقة. كما شاركوا في بناء معمل الأسلحة في محيط اليوسفية (يسمى المحطة الروسية لدى العامة). في وقت بداية الحرب العراقية الإيرانية، اضطر حوالي 100000 عامل يوغسلافي إلى مغادرة العراق.

## أنظر أيضا
- العلاقات الخارجية للعراق